# Luis Felipe Vélez
Luis Fernando Vélez Herrera (Santa Bárbara (Antioquia), 6 de septiembre de 1954 - Medellín 25 de agosto de 1987) fue un profesor y sindicalista colombiano, asesinado en 1987 por paramilitares en Medellín, Colombia.

## Biografía
Fue profesor de básica primaria en Urrao, después en Copacabana y luego en la escuela Elisa Arango del sector de Castilla en Medellín. También fue presidente de la Asociación de Institutores de Antioquia (Adida) y directivo de la Federación Colombiana de Educadores (FECODE).

“¡A la vida por fin daremos todo, a la muerte jamás daremos nada!”
Luis Felipe Vélez Herrera

Promovió la creación del Fondo Solidario por Muerte de Educador,  de una Comisión Jurídica y de un club de ajedrez.
Perteneció a la Procentral Sindical Revolucionaria. Apoyo los paros de maestros en Antioquia entre 1984 y 1986. Cofundador en Antioquia del movimiento político Frente Popular.  Militante del clandestino Partido Comunista de Colombia Marxista-Leninista.
Fue uno de los promotores de la Marcha de los claveles rojos en Medellín, el  el 13 de agosto de 1987.
Señalado de ser supuestamente colaborador del Ejército Popular de Liberación y amenazado por la Cuarta Brigada del Ejército Nacional y la Policía Nacional.

## Asesinato
Fue asesinado el 25 de agosto de 1987, en la entrada de la Asociación de Institutores de Antioquia (Adida), los sicarios descendieron de un automóvil Mazda 626 y le propinaron 5 disparos. Los asesinos fueron señalados como miembros del grupo paramilitar Los Tangueros de Carlos Castaño Gil. En su velorio fueron asesinados Héctor Abad Gómez y Leonardo Betancur Taborda. Previamente había sido asesinado Pedro Luis Valencia. En 2014, la Fiscalía General de la Nación declaró sus crímenes de lesa humanidad. Se presume colaboración de las Fuerzas Militares en los hechos. En 1987 fueron asesinados 15 docentes más de la Asociación de Institutores de Antioquia (Adida), y hasta 2008 fueron asesinados 334 de sus miembros. En 2021, la Comisión Interamericana de Derechos Humanos (CIDH) aprobó el informe de admisibilidad del caso de Luis Felipe Vélez Herrera.